# Gilles Saint-Hilaire
Le physicien Gilles Saint-Hilaire est né en 1948 à Chicoutimi Québec et s'est surtout fait remarquer pour avoir inventé avec l'aide de sa famille dans les années 1990, le moteur Quasiturbine Qurbine.

## Formation
Gilles Saint-Hilaire est diplômé de l'Université de Montréal. Après une courte période à Chalk River en Ontario pour l’Énergie atomique du Canada (EACL), il passe un doctorat à l’Université Paris-Sud en France en 1972, où il fit des travaux au laboratoire du Commissariat à l’Énergie atomique (CEA Saclay) près de Paris, et des recherches comme assistant professeur à l’Institut des sciences physiques à l'université de Milan en Italie, sur la physique des plasmas à haute température.

## Cheminement
De retour au Québec en 1973, il travaille une année dans le domaine de la recherche sur le Moyen-Nord à l’Université du Québec à Chicoutimi, avant de reprendre ses recherches sur la physique des interactions plasmas laser-matière à l’Institut national de la recherche scientifique (INRS) et au laboratoire de recherche d’Hydro-Québec (IREQ) à Varennes, jusqu’en 1976 .
Il passe les trois années suivantes comme directeur des énergies nouvelles et nucléaires au gouvernement du Québec, et comme conseiller en R&D locale et internationale auprès de plusieurs ministres. Ces années faisant suite à la première crise énergétique mondiale devenue hautement stratégique, les gouvernements nommant des ministres de l'énergie pour s'impliquer directement, et questionner entre autres ici les solutions d'avenir d'Hydro-Québec qui soutenait alors (1978) des prévisions de la demande électrique de 10 à 14% par an jusqu'à la fin du siècle dernier, et justifiait l'urgence d'identifier 35 sites nucléaires dans la vallée du Saint-Laurent. Le gouvernement d'alors a plutôt choisi de miser sur une croissance plus modeste, un potentiel considérable d'économies d'énergie, une mise en valeur des énergies nouvelles et une modeste présence technologique en nucléaire (en tronquant l'avenir de l'usine d'eau lourde de Laprade en partie, contre un prestigieux projet - mal aimé - de recherche Tokamac à l'IREQ). Il va sans dire que les dirigeants des grandes firmes nucléaires, les instituts de haut savoir et l'H.-Q. ont alors peu apprécié ce qui leur échappait, et gardé en mémoire le nom des influenceurs présumés! Pourtant ce sont ses interventions favorables au Tokamac de Varennes qui ont déclenchées le financement initial Québec-Canada. Quelque vingt-cinq ans plus tard, H.-Q. se préparait à fermer la centrale nucléaire de Gentilly.
En 1980, il devient l’un des directeurs de Trans-Québec & Maritimes, le maître d’œuvre d’un projet de 2 milliards de $ de Trans-Canada Pipeline dans l’est du Canada. Il est l'auteur d'une première étude sur l'implantation d'un " Centre de commutation gazier international au Québec " .

## Aventure familiale
Alors que la planification du projet de gazoduc arrivait à terme, et après plus de 15 années fort animées, il s’embarque sur un voilier pour une croisière familiale de 3 ans dans les Caraïbes avec son épouse et ses deux fils. Là, il entend presque quotidiennement des plaintes au sujet de moteurs bruyants et difficiles à démarrer, tel que les stationnaires, les outboards, les génératrices, les compresseurs de scuba, les tronçonneuses! Ce fut le début du défi « meilleur moteur! »…

## Le moteur Quasiturbine
De retour au Québec en 1985, il acquiert une Agence de Communications et de publications, qu’il cède au début des années 1990 pour se consacrer davantage aux travaux d’innovation de la théorie Quasiturbine Qurbine sur la mise en forme des profils de compression, avec son épouse Françoise, une diplômée en maîtrise de la Sorbonne, et ses deux fils : Ylian, maître en informatique de l'UQAM et Roxan, ingénieur en génie électrique de École polytechnique de Montréal et MBA de Université de Californie à Berkeley. Aujourd’hui, la Quasiturbine est un concept moteur rotatif différent du Wankel bien référencé, et souvent cité sur l’Internet ,, et les experts en moteurs du monde entier acceptent la théorie Quasiturbine à zéro vibration, et les dispositifs correspondants.

## Para professionnel
L’intérêt de Gilles Saint-Hilaire pour les moteurs n’est pas étranger au fait qu’il détienne une licence de Capitaine de bateau de la Garde Côtière Américaine, et une licence professionnelle de pilote d’avions multi-moteur, tout comme ses deux fils d'ailleurs. On peut occasionnellement s'entretenir avec lui sur les fréquences radio amateur, sous les indicatifs de VE2PHD ou WP2ADT.

## Publications scientifiques
- "Fast pulsed discharge switching in the 10 kJ range using commercial gaps" Rev. Sci. Instrum., 45, 1471 (1974).
- "Recombinaison processes in a ceasium afterglow" J. Phys. B: Atom. Molec. Phys., 8, 503 (1975).
- "Recording techniques for high speed shock wave passage monitored by a multisensor array" J. Phys. E: Sci. Instrum., 8, 277 (1975).
- "Real time programmable digital register analyser"[5].
- "Laser plasma focus produced in a ring target" Appl. Phys. Lett., 29, 143 (1976)[6].
- "Simultaneous Measurements of current and magnetic field in laser-produced plasma" Appl. Phys. Lett., 29, 469 (1976).
- "Numerical study of a C02 laser beam focused on a theta-pinch plasma in the axial direction" Appl. Optics, 16, vol. 7, (1977)[7].
- "Spatial correlation, on a planar target, between the 1.06 m laser irradiation and the emitted current" Phys. Lett., 59A, 210 (1976).
- "Simple electrostatic droplets source suitable for laser interaction" J. of Phys. E: Sci. Instrum., 10, 381 (1977)[8].
- "A programmable multichannel-output pulse train generator for direct digital control" IEEE Indus. Electr. and Control Instrum., IECI-25, No.1, 3 (1978)
- "Interferometry and luminosity Measurement on a C02 Laser Plasma Focus" J. Appl. Phys., 49, No.1, 103 (1978).
- "Expansion of the spontaneous magnetic field in a C02 laser plasma" J. Appl. Phys., 48, No.6, 2525 (1977).
- "Strong optical attenuation (15db) by a dense hydrogen Z-pinch plasma" Optics Comm. 23, No.3, 401 (déc. 1977).
- "Correct application of beam splitters with laser beams of fluctuating polarization" Rev. Sci. Instrum., 48, No. 6, 697 (1977).
- "Quasiturbine Low RPM High Torque Pressure Driven Turbine For Top Efficiency Power Modulation - Turbo Expo Conference / IGTI — International Gas Turbine Institute / ASME — American Society of Mechanical Engineers[9].
- "US Patent Quasiturbine AC (With Carriages)[10].
- "US Patent Quasiturbine SC (Without Carriage)[11].
- Brevet WO 2004070169
- "Quasiturbine Rotary Engine Stator Confinement Profile Computation and Analysis" International Journal of Science and Research (IJSR), Volume 10 Issue 3, March 2021, 872 – 880 www.ijsr.net [12].
- "Quasiturbine High Power Density Engine with Displacement Exceeding External Volume" International Journal of Science and Research (IJSR), Volume 11 Issue 7, July 2022, 330 – 345 www.ijsr.net [13].
- "Quasiturbine Fundamental of Internal Components Behavior and Detonation Flash Compression for Early Energy Recovery" International Journal of Science and Research (IJSR), Volume 12 Issue 12, December 2023, 658 – 672 www.ijsr.net [14].
- "Comparative Analysis of Quasiturbine and Wankel Rotary Engine : Two Concepts 100 Years Apart" International Journal of Science and Research (IJSR), Volume 14 Issue 2, February 2025, www.ijsr.net [15].